# Marcin Bułka
Marcin Bułka (Płock, 4 de octubre de 1999) es un futbolista polaco que juega de portero en el Neom S. C. de la Liga Profesional Saudí.

## Trayectoria
Se formó en la Escola de Varsovia de su país.
En 2016 se unió a la academia del Chelsea F. C. en la que estuvo durante cuatro temporadas.
En julio de 2019 se marchó al Paris Saint-Germain F. C. Debutó el 30 de agosto de 2020 en el partido de Ligue 1 ante el F. C. Metz que el conjunto parisino venció por 2-0.
El 28 de septiembre de 2020 firmó por el F. C. Cartagena de España en calidad de cedido por una temporada. El 31 de enero, tras haber jugado cuatro partidos durante el curso, el equipo parisino canceló la cesión y lo prestó al L. B. Châteauroux de la Ligue 2. En agosto del mismo año fue el O. G. C. Niza quien logró su cesión, guardándose una opción de compra al final de la misma. Esta fue ejecutada el 1 de junio.
El 5 de julio de 2025, después de cuatro años en Niza, fue traspasado al Neom S. C. saudí.

## Selección nacional
Fue internacional con Polonia en las categorías sub-19 y sub-21. Con la selección absoluta hizo su debut en noviembre de 2023 en un amistoso ante Letonia.

### Participaciones en Eurocopas
| Copa          | Sede     | Resultado    | Partidos | Goles |
| ------------- | -------- | ------------ | -------- | ----- |
| Eurocopa 2024 | Alemania | Primera fase | 0        | 0     |

## Clubes
| Club                       | País           | Año       |
| -------------------------- | -------------- | --------- |
| Paris Saint-Germain F. C.  | Francia        | 2019-2022 |
| F. C. Cartagena (cedido)   | España         | 2020-2021 |
| L. B. Châteauroux (cedido) | Francia        | 2021      |
| O. G. C. Niza (cedido)     | Francia        | 2021-2022 |
| O. G. C. Niza              | Francia        | 2022-2025 |
| Neom S. C.                 | Arabia Saudita | 2025-act. |

## Palmarés

### Campeonatos nacionales
| Título               | Club                      | País    | Año     |
| -------------------- | ------------------------- | ------- | ------- |
| Supercopa de Francia | Paris Saint-Germain F. C. | Francia | 2019    |
| Ligue 1              | Paris Saint-Germain F. C. | Francia | 2019-20 |
| Copa de Francia      | Paris Saint-Germain F. C. | Francia | 2019-20 |
| Copa de la Liga      | Paris Saint-Germain F. C. | Francia | 2019-20 |